# Катастрофа Boeing 707 в Анкоридже
Катастрофа Boeing 707 в Анкоридже — авиационная катастрофа самолёта Boeing 707-321C авиакомпании Pan American World Airways (Pan Am), произошедшая в четверг 26 декабря 1968 года близ Анкориджа (Аляска, США), при этом погибли 3 человека.

## Самолёт
Boeing 707-321C с заводским номером 18824 и серийным 397 был выпущен 17 декабря 1964 года. Самолёт получил бортовой номер N799PA, а к 31 декабря был продан заказчику — американской авиакомпании Pan American World Airways, где также получил имя Clipper Racer. Установленные под крылом четыре турбовентиляторных двигателя были модели Pratt & Whitney JT3D-3B с силой тяги по 18 тысяч фунтов каждый.

## Экипаж
Командир воздушного судна — Артур Моен (англ. Arthur Moen). 47 лет, в авиакомпании с 15 мая 1949 года, 10 июня 1957 года получил лицензию гражданского пилота, а 9 июня 1967 года был квалифицирован на командира B707. Был квалифицирован для полётов на DC-3, DC-6/7, B-377, B-707/720. Имел общий налёт 15 207 часов, в том числе 3969 часов на B-707, а из них 294 часа в должности командира B-707. Налёт за последние 30 дней — 26 часов, перед злополучным рейсом отдыхал 23 часа.
Второй пилот — Йоханнес Д. Маркестейн (англ. Johannes D. Markestein). 38 лет, в авиакомпании с 8 марта 1957 года, 16 января 1967 года получил лицензию гражданского пилота. Имел общий налёт 9813 часов, в том числе 2813 часов на B-707. Налёт за последние 30 дней — 41 час, перед злополучным рейсом отдыхал 23 часа.
Бортинженер — Джеймс Р. Скелленджер (англ. James R. Skellenger). 31 год, в авиакомпании с 12 сентября 1966 года, до мая 1966 года работал третьим пилотом B-707, 16 августа 1968 года получил квалификацию бортинженера. Имел общий налёт 3032 часа, в том числе 1376 часов на B-707, а из них 138 часов в должности бортинженера B-707. Налёт за последние 30 дней — 4 часа (был в отпуске с 9 ноября по 3 декабря), перед злополучным рейсом отдыхал 23 часа.
В данном составе экипаж раньше не летал, хотя командир и второй пилот до этого дважды вместе летали из Анкориджа.

## Катастрофа
Самолёт выполнял регулярный грузопочтовый (перевозил почту и продукты) рейс PA-799 из Сан-Франциско (штат Калифорния) в Камрань (Южный Вьетнам) с промежуточными остановками в Токио (Япония) и Дананге (Южный Вьетнам). Также была предусмотрена промежуточная посадка в Анкоридже (штат Аляска) для дозаправки и смены экипажа. В 22:54 рейс 799 вылетел из Сан-Франциско в Анкоридж. Полёт поначалу проходил без отклонений, однако аэропорт Анкоридж оказался закрыт для приёма по метеоусловиям. Тогда командир экипажа связался с оператором авиакомпании в Анкоридже и после беседы с ним в 03:38 принял решение садиться на находящейся рядом военной авиабазе Эльмендорф, где и приземлился через 11 минут. На эту же авиабазу прибыл и сменный экипаж. Сдающий экипаж в беседе со сменным предупредил, что наблюдались проблемы с реверсом четвёртого двигателя (внешний правый).
Через воздушное пространство Анкориджа проходит большое число трансокеанских рейсов. Минимальный временной интервал для попутных рейсов на одном эшелоне установлен 20 минут, при этом кто-то делает промежуточные посадки в Анкоридже, а кто-то пролетает без остановки. В таких условиях Анкориджский центр управления воздушным движением должен уметь состыковывать вылетающие рейсы с транзитными. У рейса PA-799 вылет переносили несколько раз, пока наконец в 05:55 не разрешили запускать двигатели, а в 06:02 разрешили отправляться от стоянки к началу полосы. Всего задержек с вылетом у рейса 799 было шесть, последнее предложенное время взлёта было 06:15. По плану полёта после вылета самолёт должен был занять эшелон 310 (9,45 км), при этом в заявке на полёт экипаж указал, что после полёта на эшелоне 310 и по мере израсходования части топлива они хотели бы затем подняться до эшелона 350. Однако на эшелоне 310 уже следовал рейс 901 компании Northwest Airlines. Диспетчер предупредил рейс 799, что если он не вылетит в 06:15, то вынужден будет задержаться с вылетом ещё на 45 минут. Экипаж был вынужден согласиться следовать на более низком эшелоне, хотя в этом случае расход топлива был больше.
Диспетчер дал разрешение следовать к полосе 5, однако экипаж запросил для взлёта полосу 23, так как в этом случае была выше эффективная длина полосы. Экипаж плохо знал аэродром Эльмендорф, к тому же стояла ночь, поэтому была запрошена машина сопровождения («Следуйте за мной»). Ожидая автомобиль, пилоты решили выполнить контрольную карту перед взлётом в процессе руления. Далее командир и второй пилот начали обсуждать её пункты и дошли до «Закрылки», когда подъехал автомобиль сопровождения. Командир тогда сказал, что они пока подняты, на что второй пилот заметил: Окей, не будем забывать о них. Далее в процессе следования по аэродрому второй пилот вёл беседу с диспетчером Океанического центра управления движением по вопросу, когда самолёт израсходует часть топлива, то как быстро он сможет подняться до эшелона 350. Командир в свою очередь был более озабочен рулением по скользкому аэродрому и согласованием действий экипажа. В 06:10 рейс 799 занял очередь на предварительном старте полосы 23. Затем в течение нескольких минут на полосу 5 сперва приземлился MAC-172, а затем взлетел MAC-651. После этого диспетчер связался с рейсом 799 и дал разрешение выворачивать на «восточно-западную [23] полосу», а после взлёта выполнить поворот на 180° и направляться на запад. Пока «Боинг» выруливал на полосу, второй пилот ещё раз обсудил с диспетчером Океанического центра вопросы по конфликтам с другими рейсами и определил, что самое позднее, взлёт должен был быть выполнен в 06:15. При выпущенных на 14° закрылках и для фактической массы авиалайнера 330,6 тысяч фунтов экипаж определил скорость принятия решения (V1) как 148 узлов, скорость подъёма носовой стойки (VR) — 154 узла, а минимальная скорость отрыва (V2) — 168 узлов. В 06:14:30 экипаж получил разрешение на взлёт.
Режим двигателей был несколько увеличен. Также бортинженер несколько раз спросил у пилотов: Гирокомпас?. Это был последний пункт контрольной карты перед взлётом и на него был дан утвердительный ответ. Тогда командир сказал второму пилоту: Окей, бери [управление]. Тот перевёл двигатели во взлётный режим, и лайнер начал разбег по полосе. Командир последовательно объявлял о скоростях 120 узлов, V1, VR, а затем о скорости взлёта. Но стоило при скорости VR потянуть штурвал «на себя», как включился «трясун» штурвала, звук которого был слышен до конца записи. Также на аудиозаписи переговоров в кабине на заднем плане появились щелчки, которые звучали до 59,2 секунд с момента, когда второй пилот получил указание переводить двигатели во взлётный режим. Согласно показаниям 41 свидетеля, которые находились у полосы 5—23, рейс 799 разгонялся по полосе гораздо дольше нормального, а когда наконец оторвался от земли, то набирал высоту медленно. Максимальная высота подъёма по показаниям разнится от 10—20 до 150—200 футов. Три свидетеля видели пламя из левых двигателей, три свидетеля видели пламя, но не смогли понять, откуда оно, а шестнадцать свидетелей видели пламя из правого двигателя. Далее после отрыва от полосы самолёт начал заваливаться на крыло и опустил нос. Затем левее продолжения оси полосы 23 «Боинг» врезался правой плоскостью крыла в землю и в 06:15 разбился на высоте 201 фут над уровнем моря. Все три человека на борту погибли.

## Причины
Из выводов комиссии:
1. Экипаж был квалифицирован и подготовлен для выполнения полёта.
2. Самолёт был подготовлен для выполнения полёта, а его вес и центровка не выходили за пределы допустимого.
3. Погодные условия были таковы, что обледенение планера или двигателя не могло быть настолько сильным, чтобы стать причиной катастрофы.
4. Нет никаких доказательств поломок или отказов конструкции планера или двигателей.
5. Имеются прямые доказательства, что в момент взлёта закрылки были убраны.
6. Пункт о закрылках отсутствует в составленном в авиакомпании Pan Am контрольной карте действий на предварительном старте, зато он есть в контрольной карте действий во время руления.
7. На борту N799PA не было руководства по лётной эксплуатации № 2384, составленного в Boeing.
8. Звуковой сигнал предупреждения при взлёте не звучал потому, что дроссели двигателей при взлёте были установлены на угол менее 42°.
9. Авиалайнер оторвался от земли из расчёта на выпущенные на 14° закрылки, после чего поперечная устойчивость была потеряна.
10. Самолёт накренился вправо на угол до 90°, после чего законцовка правой плоскости врезалась в землю.
11. Экипаж находился во «взвинченном» состоянии, так как выполнял взлёт ночью в плохую погоду в незнакомом аэропорту да ещё и в условиях, когда несколько раз задерживали вылет, а время взлёта отличалось от установленного в плане.
12. В руководстве № 2384 не было чёткого определения понятия «действия в холодную погоду».
13. На то время в авиакомпании ещё плохо понимали важность руководства по лётной эксплуатации № 2384.

Национальный совет по безопасности на транспорте (NTSB) пришёл к мнению, что вероятной причиной катастрофы стал взлёт с убранными закрылками. Факторов, которые способствовали этому, было несколько:
1. Экипаж не полностью выполнил контрольную карту и процедуры перед взлётом;
2. Система предупреждения оказалась недостаточно эффективной в условиях холодной погоды;
3. Контроль за выполнением выпускаемых производителем руководств по лётной эксплуатации был недостаточно эффективным;
4. Экипаж действовал в стрессовой ситуации и старался уложиться в указанные диспетчером временные рамки

### Комментарии
1. ↑  Здесь и далее указано Аляскинское время (en:Alaska Time Zone).
2. ↑  Тряска штурвала («трясун») активируется при скорости менее, чем на 20 % выше скорости сваливания